# Mujun-kum
Mujun-kum (kaz.: Мойынқұм, Mojynkum; ros.: Муюнкум, Mujunkum) – piaszczysta pustynia, znajdująca się w Azji Centralnej, na południu Kazachstanu. Od południa i zachodu ograniczają ją góry Karatau i Góry Kirgiskie, od północy rzeka Czu, od wschodu - jej dopływ Kuragaty.